# Charles Earland
Charles Earland (* 24. Mai 1941 in Philadelphia; † 11. Dezember 1999 in Kansas City) war ein US-amerikanischer Organist und Saxophonist, der vorrangig Soul-Jazz spielte.

## Werdegang
Charles Earland lernte Saxophonspiel während seiner Zeit in der High School, wo er Baritonsaxophon in einer Band mit Pat Martino und Lew Tabackin spielte. Mit 17 Jahren arbeitete er dann als Tenorsaxophonist bei Jimmy McGriff; 1960 hatte er eine erste eigene Formation. 1963 begann er mit dem Orgelspiel, nachdem er nochmals mit Pat Martino gearbeitet hatte und wurde 1968/69 Mitglied der Band von Lou Donaldson. Sein erfolgreichstes und (nach Cook und Morton) bedeutendstes Album „Black Talk!“ entstand 1969 unter Mitwirkung von Houston Person, Vigil Jones, Melvin Sparks und Idris Muhammad. Mit seinen späteren Alben, die er u. a. auf den Labeln Milestone und High Note Records veröffentlichte, konnte er an diesen Erfolg nicht mehr anschließen.
Von 1970 an leitete er eine Band, in der auch Grover Washington spielte. Beim Montreux Jazz Festival 1974 entstand das Album Kharma. 1978 hatte er einen Hit in der Disco/Clubszene mit „Let the Music Play“. Von 1988 bis zu seinem Tod war Earland regelmäßig auf Tourneen, 1994 trat er auf den Berliner Jazztagen auf.

## Diskografie (Auswahl)
Als Bandleader:
- Black Talk! (Prestige, 1969), mit Melvin Sparks, Idris Muhammad u. a.
- Living Black (1971)
- Live at the Lighthouse (Prestige, 1972)
- The Dynamite Brothers, Soundtrack-Album (Prestige, 1973)
- Leaving this Planet (Prestige 1973) mit Eddie Henderson, Freddie Hubbard, Joe Henderson
- Odyssey (Mercury, 1976)
- Perceptions (Mercury, 1978)
- Coming to You Live (Columbia, 1980)
- Earland’s Jam (Columbia, 1982), mit Larry Frazier, Phil Upchurch u. a.
- Front Burner (Milestone, 1988)
- Slammin’ & Jammin’ (Savant 1998) mit Carlos Garnett, Melvin Sparks, Bernard Purdie
- Cookin’ with the Mighty Burner (High Note, 1999)
- Stomp! (High Note, 2000)

Mit Lou Donaldson:
- Say It Loud! (Blue Note Records, 1968), mit Blue Mitchell u. a.
- Hot Dog (Blue Note, 1969), mit Melvin Sparks, Idris Muhammad u. a.
- Everything I Play Is Funky (Blue Note, 1970)